# Гейлі Клосон
Гейлі Клосон (англ. Hailey Clauson; нар. 7 березня 1995) — американська фотомодель, обличчя брендів Dsquared2, Jill Stuart, Gucci. У 2016 році з'явилася на обкладинці журналу Sports Illustrated Swimsuit Issue.

## Біографія
Народилася у 1995 році в Каліфорнії. У модельному бізнесі з 14 років. Це стало предметом судових розглядів, адже існує закон про заборону участі в дефіле до 16 років. Співпрацювала з модельним агентством Ford models. У 2009 перейшла до Marilyn Agency, а в 2011 році підписала контракт з Next Models. Гейлі була обличчям каталогів Dsquared2, Jill Stuart, Gucci. У 2016 році отримала звання «Королеви русалок» на параді русалок на Коні-Айленді (Нью-Йорк). У цьому році, за результатами параду русалок, знялася в спецвипуску Sports Illustrated Swimsuit Issue.